# 东津镇 (贵港市)
东津镇，是中华人民共和国广西壮族自治区贵港市港南区下辖的一个乡镇级行政单位。

## 行政区划
东津镇下辖以下地区：
东津村、梁莫村、大李村、甘寺村、潘李村、石连村、西夏村、郑村、务凤村、洋七村、中和村、荷池村、万垌村、维新村、东岭村、宁村、雷村和石江村。

## 历史沿革
明清两代，东津是古驿。民国时期，设立东津乡公所。1949年12月，建立东津乡人民政府。1950年5月，成立贵县第十区。1952年8月，更名为贵县东津区。1958年9月，成立东津人民公社。1984年3月，改为东津乡。1993年3月，撤乡设东津镇。 